# John Folda
John Thomas Folda (ur. 18 sierpnia 1961 w Omaha w stanie Nebraska) – amerykański duchowny katolicki, biskup Fargo od 2013.

## Życiorys
Przyszedł na świat w rodzinie Jamesa i Mabel jako trzecie i najmłodsze dziecko. Kształcił się w rodzinnym mieście, a także w Lincoln - na University of Nebraska. W roku 1983 wstąpił do seminarium duchownego diecezji Lincoln. Do kapłaństwa przygotowywał się też w Filadelfii. Święcenia kapłańskie otrzymał 27 maja 1989 z rąk ówczesnego ordynariusza Lincoln Glennona Flavina. Skierowany na dalsze studia do Rzymu uzyskał licencjat z teologii na Angelicum. Po powrocie do kraju pracę duszpasterską dzielił z obowiązkami w kurii diecezjalnej. Był m.in. asystentem wikariusza generalnego, diecezjalnym dyrektorem biura ds. edukacji katolickiej, mistrzem ceremonii i cenzorem. Od roku 1999 pełnił funkcję rektora diecezjalnego seminarium duchownego św. Grzegorza Wielkiego w Seward. 10 października 2007 otrzymał godność prałata.
8 kwietnia 2013 papież Franciszek mianował go ordynariuszem Fargo. Sakry udzielił mu 19 czerwca 2013 metropolita Saint Paul i Minneapolis - arcybiskup John Nienstedt.